# Alexandre Vincent (mathématicien)
Pour les articles homonymes, voir Alexandre Vincent et Vincent.
Alexandre-Joseph-Hidulphe Vincent est un mathématicien et érudit né le 20 novembre 1797 à Hesdin (Pas-de-Calais) et mort le 26 novembre 1868 à Paris.

## Biographie
Élève de l'École normale supérieure de 1816 à 1820, il est d'abord professeur de mathématiques et physique au Lycée de Reims, puis à Paris professeur aux collèges Rollin, Bourbon et, à partir de 1831, professeur  de mathématiques spéciales au lycée Saint-Louis.
Il publie une douzaine d'articles de mathématiques, une vingtaine sur l'histoire des mathématiques et de la géométrie des Grecs, et plus encore sur leur notation musicale.
Il est membre des sociétés savantes suivantes, : 
- Académie des inscriptions et belles-lettres : membre (1850)
- Association pour l'encouragement des études grecques en France : membre fondateur
- Comité des travaux historiques et scientifiques : membre résidant (1850-1866)
- Société des sciences, de l'agriculture et des arts de Lille : membre correspondant à partir de 1829
- Société nationale des antiquaires de France : membre résidant (1861-1868)
- Société dunkerquoise pour l'encouragement des sciences, des lettres et des arts (membre honoraire)[3].

Il est officier de la Légion d'honneur, officier de l'Instruction publique et officier de l'ordre du Sauveur de Grèce.

## Travaux

### Musique
Plus d'une vingtaine de travaux, parmi lesquels :
- Notice sur l'emploi des quarts de ton dans le champ grégorien

- « Réponse à M. Fétis et réfutation de son mémoire: sur cette question: les Grecs et les Romains ont-ils connu l'harmonie simultanée des sons? En ont-ils fait usage dans leur musique? » Mémoires de la Société impériale des sciences, de l'agriculture et des arts de Lille
- « Dissertation sur le rythme chez les anciens », Journal de l'instruction publique, 3 décembre 1845
- « Considérations sur la position géographique du Vicus Helena », Mémoires de la société royale des sciences, de l'agriculture et des arts de Lille, 1840
- « Notice sur divers manuscrits grecs relatifs à la musique, comprenant une traduction française et des commentaires », Académie des inscriptions et belles lettres, tome 16, 1947.
- « Lettre à M. Letronne sur un “abacus” athénien », Revue archéologique, 15 septembre 1846.

### Mathématiques
Il publie plusieurs articles dans les Mémoires de la société royale des sciences, de l’agriculture et des arts de Lille, dont :
- « Mémoire sur la résolution des équations numériques », Mémoires de la société royale des sciences, de l’agriculture et des arts de Lille, Lille,‎ 1834, p. 1-34. Cet article est publié une deuxième fois dans le Journal de Mathématiques Pures et Appliquées, vol 1, 1836, p. 341-372. Il contient des résultats qui permettent de prouver l'arrêt d'algorithmes d'isolation de racines réelles, d'un polynôme quelconque, en une indéterminée, à coefficients réels, et de degré arbitrairement élevé [4],[5]. Ces algorithmes sont toujours utilisés de nos jours [6].
- « Essai d'une théorie du parallélogramme de Watt », Mémoires de la société royale des sciences, de l’agriculture et des arts de Lille, Lille,‎ 1836-1838, p. 5-27 (lire en ligne)

Trois articles paraissent dans les Annales de Gergonne (ou Annales de mathématiques pures et appliquées) et six articles dans les Nouvelles annales de mathématiques, dont :
- « Note sur la théorie du parallélogramme de Watt », Nouvelles annales de mathématiques, 1re série, vol. 7,‎ 1848, p. 64=68 (lire en ligne)
- « Note sur la construction des tables de sinus naturels, principalement en ce qui a rapport au degré d'approximation des calculs », Nouvelles annales de mathématiques, 1re série, vol. 1,‎ 1842, p. 272-277 (lire en ligne)

D'autres dans le Journal de Liouville.

### Mathématiques grecques
Parmi ses nombreux articles, il y a :
- « Considérations sur les Porismes en général et sur ceux d'Euclide en particulier. Examen et réfutation de l'interprétation donnée par M. Breton (de Champ) aux textes de Pappus et de Proclus relatifs aux Porismes », Journal de Mathématiques Pures et appliquées, vol. 2, no 4,‎ 1859, p. 9-46 (lire en ligne)

### Archéologie grecque
Concernant l'archéologie grecque, il publie dans la Revue archéologique, les Mémoires de la Société des antiquaires.